# Makówiec (gromada)
Makówiec – dawna gromada, czyli najmniejsza jednostka podziału terytorialnego Polskiej Rzeczypospolitej Ludowej w latach 1954–1972.
Gromady, z gromadzkimi radami narodowymi (GRN) jako organami władzy najniższego stopnia na wsi, funkcjonowały od reformy reorganizującej administrację wiejską przeprowadzonej jesienią 1954 do momentu ich zniesienia z dniem 1 stycznia 1973, tym samym wypierając organizację gminną w latach 1954–1972.
Gromadę Makówiec z siedzibą GRN w Makówcu utworzono – jako jedną z 8759 gromad na obszarze Polski – w powiecie lipnowskim w woj. bydgoskim, na mocy uchwały nr 24/8 WRN w Bydgoszczy z dnia 5 października 1954. W skład jednostki weszły obszary dotychczasowych gromad Janowo, Gołuchowo i Makówiec ze zniesionej gminy Kikół oraz obszar dotychczasowej gromady Lubówiec ze zniesionej gminy Narutowo w tymże powiecie. Dla gromady ustalono 20 członków gromadzkiej rady narodowej.
Gromadę zniesiono 31 grudnia 1959, a jej obszar włączono do gromad Jastrzębie (wsie Gołuchowo, Janowo, Makówiec i Rumunki Makówiec) i Łąkie (wieś Lubowiec i miejscowość Budy Lubowieckie) w tymże powiecie.